# Velvyslanectví Polské republiky v Praze
Velvyslanectví Polské republiky v Praze (polsky Ambasada Rzeczypospolitej Polskiej w Pradze) je zastupitelský úřad Polské republiky v Praze. Sídlo velvyslanectví se nachází ve Fürstenberském paláci ve Valdštejnské ulici čp. 8 na Malé straně v Praze.

## Místa a organizace
Velvyslanectví Polska bylo poprvé v Československu založeno roku 1919, v Česku roku 1993. 
Velvyslanectví sídlí od roku 1934 ve Fürstenberském paláci. Součástí paláce je také Velká Fürstenberská zahrada, z většiny přístupná veřejnosti.
Polský institut v Praze, jenž se zabývá propagací polské kultury a historie, sídlí v domě U Anděla na Malém náměstí č.p. 144/1. Součástí velvyslanectví je konzulární oddělení v Praze 1 v Truhlářské ulici čp. 13-15. K velvyslanectví patří také generální konzulát Polské republiky v Ostravě.

## Galerie

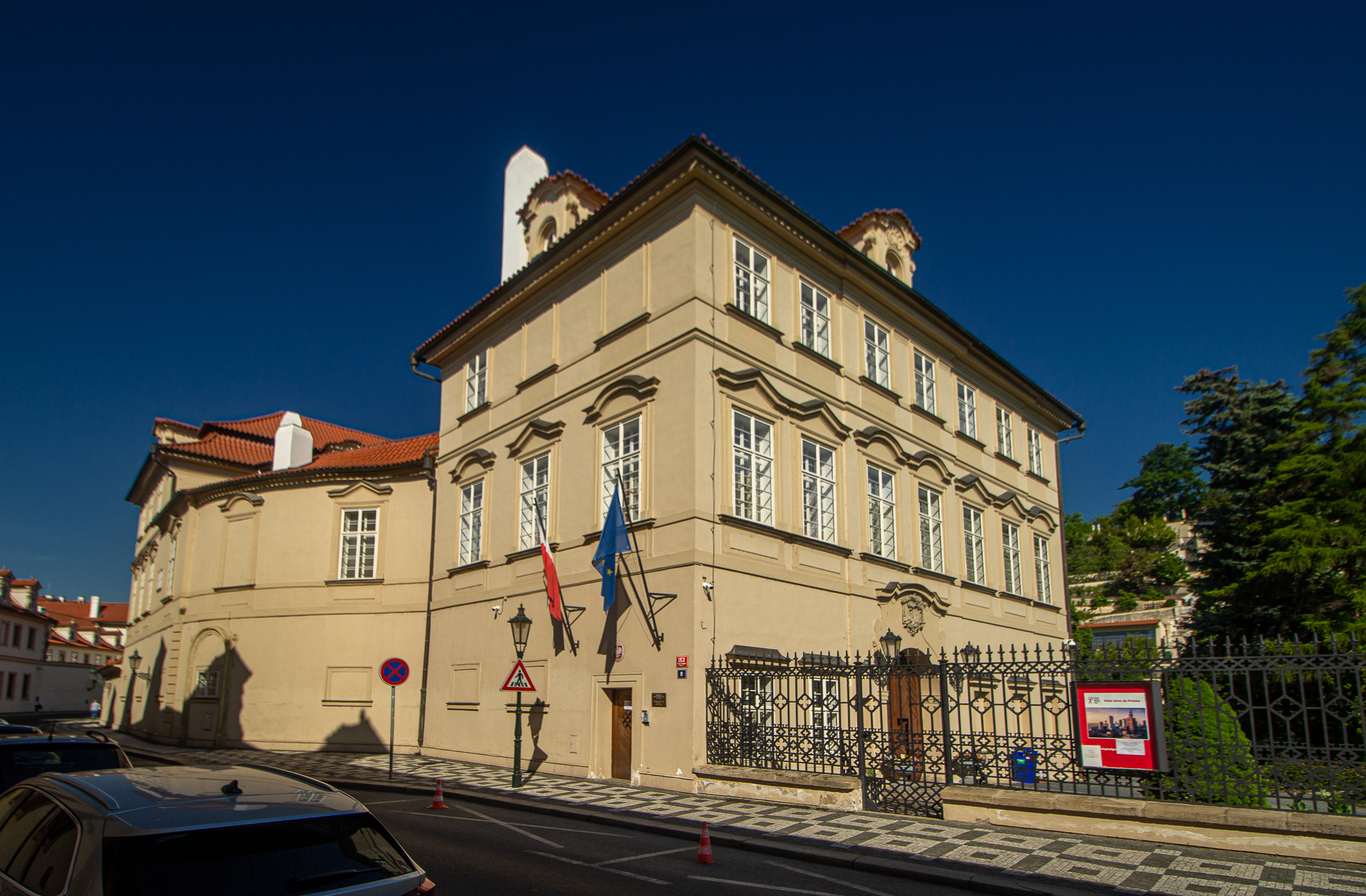
Fürstenberský palác, sídlo velvyslanectví
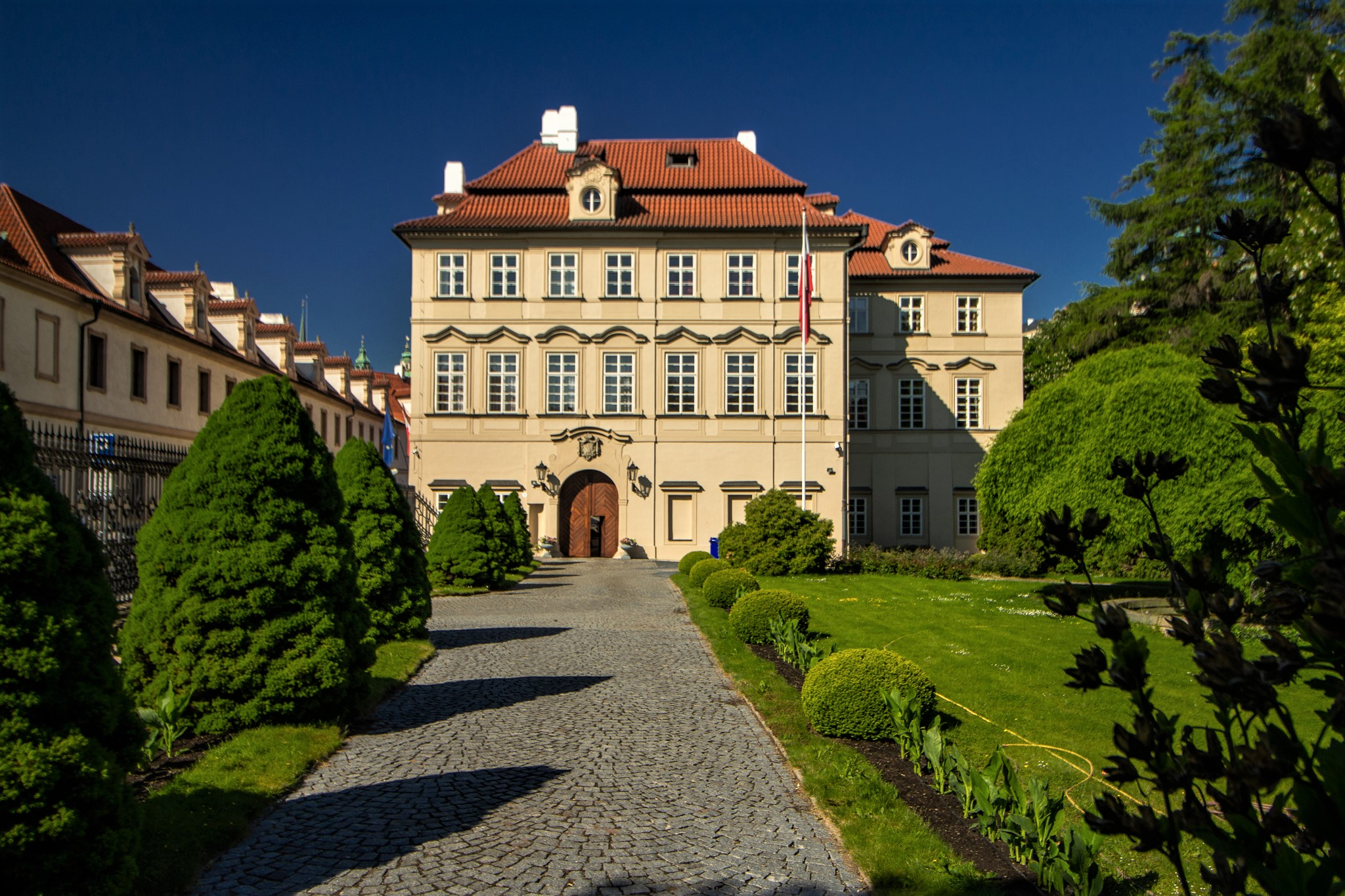
Fürstenberský palác, sídlo velvyslanectví
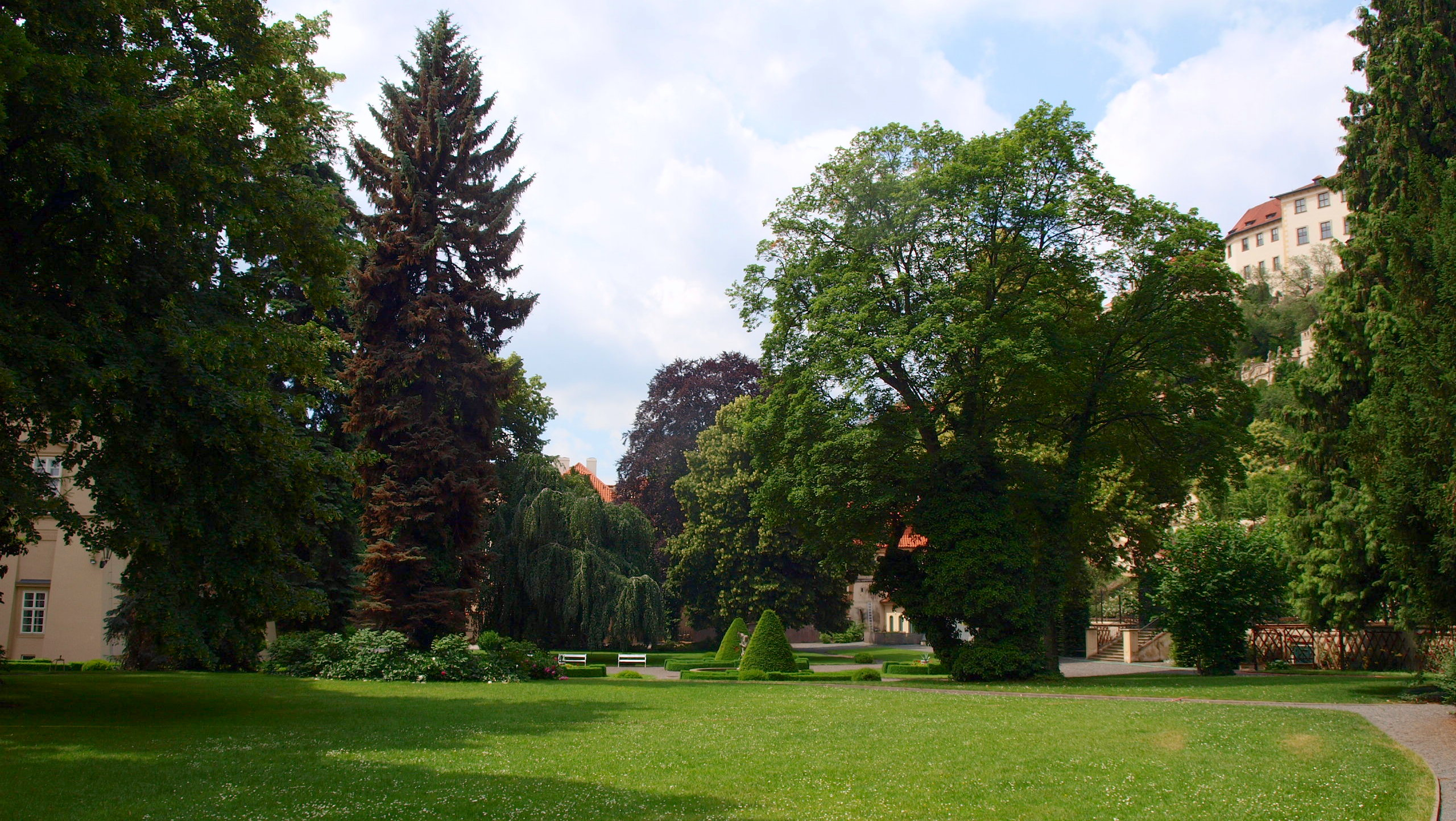
zahrada Fürstenberského paláce